# ドン・ニコルズ
ドナルド・ロバート・ニコルズ（Donald Robert Nichols、1924年11月23日 - 2017年8月21日）、通称ドン・ニコルズ（Don Nichols）は、アメリカ合衆国出身の自動車実業家であり、レーシングチームのシャドウ・レーシング・カーズの創設者・経営者として知られる。
1960年代に日本に滞在し、レースビジネスやレース業界といったものがまだ存在していなかった当時の日本において、その確立に大きな役割を果たした。日本においては、「ドンニコ」の愛称でも呼ばれた。（→#ドンニコ）

## 経歴

### 少年期
米国中西部、ミズーリ州エルドンで生まれた。父親は航空機技術者で、外国を含む各地を回る仕事をしていた。母親は、ニコルズが物心つく前に事故死した。
ニコルズは、少年期をニコルズ家が代々所有していた農園で過ごし、田舎であり、父親も不在がちだったことから、13歳の時にフォード・モデルTを手に入れてからは、それを好き勝手に乗り回すことができた。時折り家に戻ってくる父親から海軍や飛行艇の話を聞き、そのことが、海軍や、世界中を巡る仕事に興味を抱くきっかけとなった。

### アメリカ陸軍
高校を中退した後、アメリカ海軍に入隊し、その後、陸軍に入隊し直した。第二次世界大戦ではヨーロッパ戦線で戦い、上等兵として第101空挺師団の小部隊に所属した。同師団では、第一次降下部隊（パスファインダー部隊）の一員となり、他の部隊に先んじてパラシュート降下して、砲兵などの主戦力の降下地点を確保する役目を担った。
1944年、19歳の時に、ニコルズは6月のノルマンディー上陸作戦、続けて、同年9月のマーケット・ガーデン作戦、12月のバルジの戦い（バストーニュの戦い）に参加した。いずれの作戦でも戦傷を負い、特にバルジの戦いでは周囲の600名ほどの味方の内、戦闘開始から最初の24時間で、部隊指揮官を含む200名から300名ほどが戦死するという激戦となったが、ニコルズは生き延びた。
終戦により、1945年11月に除隊してミズーリ州の故郷に帰った。この時期にジャーナリストを志望していたニコルズは、その分野で有名な学校でもある、ミズーリ大学に入ろうとしたが、高校卒業資格がないことが入学のネックとなったため、陸軍に戻った。
その後、朝鮮戦争に従軍し、陸軍大尉として部隊を統率した後、陸軍の情報将校として日本に赴任した。在日米陸軍においては、冷戦下、ソビエト連邦をはじめとする敵対国の日本における工作活動の監視や排除を任務とする部隊のリーダー格だったと本人は述べている。（→#在日米軍における仕事）
日本赴任中に、陸軍少佐の階級で退役した。

### 日本における事業
ニコルズは元々スポーツカーなどは好きだったが、モータースポーツとの関わりは在日米軍の軍人として日本に駐在していた時期に始まった。この時期に、軍務の傍ら、レーシングカーやパーツを輸入するビジネスを始め、これが成功したことから、1960年代初めに退役して軍を離れた後も日本への滞在を続けた。
ニコルズが行った活動は、自動車レースの黎明期で海外の技術や情報、人脈といったものを必要としていた日本側と、日本への進出に関心を持っていた米国のレース関係者の双方を結びつけるものとなり、1960年代の日本における自動車レースの確立に大きく寄与するものとなった。

#### 輸入ビジネス
ニコルズはレース関連の様々な部品を輸入し、その買い付けのために日本と米国の間を頻繁に行き来し、この事業を通じて、日欧米の自動車関連メーカーやレース関係者に人脈を広げていった。
日本において、最初に大きな商売となったのはファイアストンやグッドイヤーのレース用タイヤの販売だった。ニコルズは両社のレース部門から売れ残りのタイヤを全て買い付け、日本の倉庫に保管し、それらをトヨタ自動車やプリンス自動車、日産自動車といった日本の自動車メーカーに販売し、大きな利益をあげた。
タイヤ以外では、ウェーバー社製キャブレターの販売でも大きな利益を得た。同社のミニマムオーダー（発注に必要な最低数量）は数千個単位という少なくないものだったが、当時の日本には存在しない高性能なキャブレターであったことから、日本の自動車メーカーの関心を呼び、そのミニマムオーダーを埋めるのに充分な受注を得ることができたという。この時にプリンス自動車が購入したキャブレターは、1964年の第2回日本GPに参戦したスカイラインGTのエンジンにも使用されたと言われている。1960年代後半には、ローラやマクラーレンの二座席レーシングカー、シボレーのV8エンジン、ヒューランド製トランスミッションなども輸入した。

#### 富士スピードウェイ

建設予定地で視察を行うニコルズ、モス、マネーペニー（手前の人物たち、左から右）

ニコルズは、1966年開業の富士スピードウェイが設立される端緒を作り、建設計画においても深く関与した。
1960年代初め、日本で上述の輸入業をしていたニコルズは、その傍ら、当時の米国で大きな成功を収めていたNASCAR方式のレースビジネスを日本でも行えないかと思案していた。この場合の「NASCAR方式」とは、単にストックカーをオーバルトラックで走らせることのみを意味しているわけではなく、レース場の設計から手掛け、参戦車両や契約ドライバーの派遣、レースのプロモーションといった事柄を包括して運営するという、当時のNASCAR社のビジネスモデルを指している。
ニコルズは、NASCAR社の創業者で経営者のビル・フランス・シニアに話を通した上で、日本の大手商社に売り込みをかけていった。この話に、丸紅飯田（現在の丸紅）の会長だった森長英が大きな関心を示したことから、丸紅飯田の後ろ盾を得て、1963年12月に日本ナスカー株式会社（富士スピードウェイ社｛FISCO｝の前身）の設立へと至った。
ニコルズは、サーキット建設を始めた日本ナスカー社において交渉役として関与し、国外との折衝をほぼ一手に引き受け、当初の設計者であるチャールズ・マネーペニーとスターリング・モスや、宣伝役として1966年3月に来日したジム・クラークといった、要人の招聘はいずれもニコルズが手配した。

#### レーシングドライバー
ニコルズは、日本滞在時にドライバーとして1963年の第1回日本GPと1967年の第4回日本GPに参戦した。
第4回日本GPについては、自分で運転する予定はなかったのだが、3台輸入したローラ・T70（Mk2）の内の1台に買い手がつかなかったため、自分でエントリーしたのだという。このレースは「ロバート・クラーク（R・クラーク）」という偽名でエントリーし、正体がニコルズだということは当時は伏せられていた。
ニコルズ本人が参戦した1967年のレースでは結果を残せなかったものの、ニコルズが輸入したローラ・T70（Mk3）とシボレーV8エンジンは翌年の日本GPで、TNT対決（トヨタ・日産・タキレーシング）の一角として大きな役割を演じることになった。

### シャドウ設立

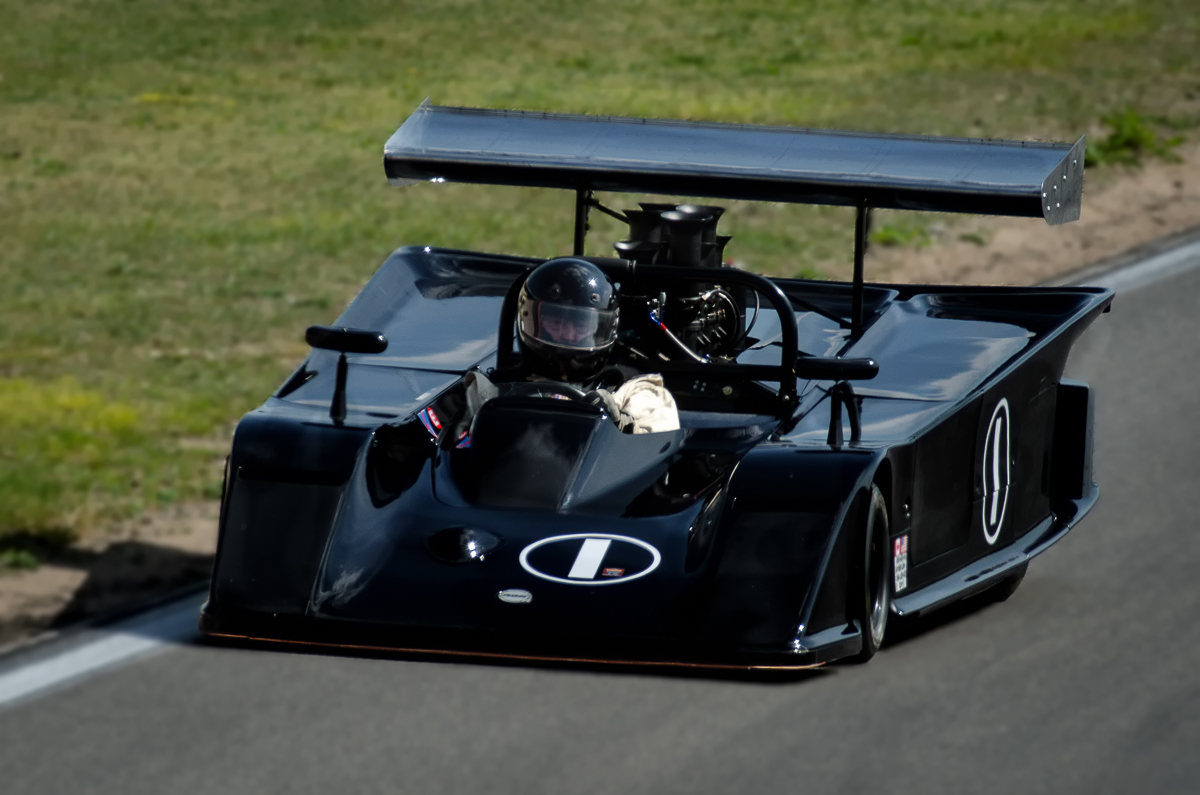
「AVS・シャドウ」、シャドウ・Mk1（1970年）

1968年に米国に帰国し、カリフォルニア州コスタメサで、アドバンスト・ヴィークル・システムズ社（Advanced Vehicle Systems、略称「AVS」）を創業した。
1970年にカナディアン-アメリカン・チャレンジカップ（Can-Am）への参戦を始め、車両を「AVS・シャドウ」と名付けた。Can-Amでは、1974年シーズンにジャッキー・オリバーがチャンピオンタイトルを獲得した。

### F1

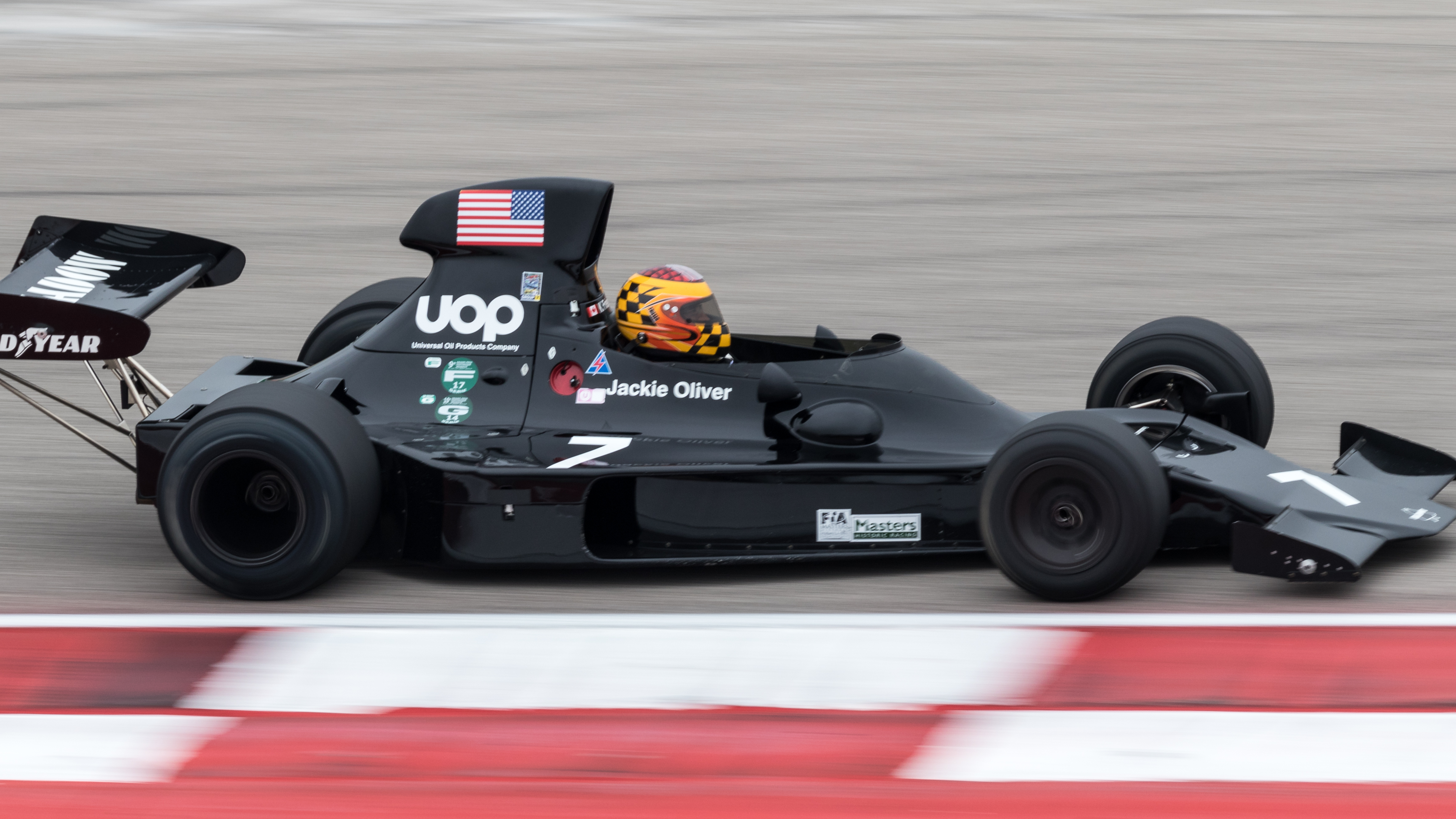
シャドウ・DN1（1973年）

Can-AmでAVS社のスポンサーを務めていたユニバーサルオイル（UOP）の支援を得たことで、「シャドウ」をコンストラクター名とチーム名に用いて、1973年にF1への参戦を開始した。F1参戦のためのファクトリーはイギリスのノーサンプトンに設けた。
BRMから引き抜いたトニー・サウスゲートが設計した「DN1」をはじめとするシャドウの車両はそこそこの戦闘力を発揮し、1975年には3回のポールポジション（予選最速タイム）を記録し、1977年にはアラン・ジョーンズ（車両はDN8）がチームにとって唯一となる優勝を果たした（1977年オーストリアグランプリ）。
しかし、その1977年末に、実質的なチーム代表を務めていたジャッキー・オリバー、設計者のサウスゲートら、チームの主要スタッフが離脱し、新チームのアロウズを設立してしまう。アロウズがシャドウの新型車DN9とほぼ同じ設計のアロウズ・FA1を製造したため（設計はどちらもサウスゲート）、ニコルズは工業所有権侵害としてイギリスで訴訟を提起し、勝訴した。
裁判で勝訴したとはいえ、主要スタッフを失った痛手は大きく、1978年以降、チームは衰退の一途をたどり、1980年をもってF1から撤退した。イギリスの設備などは、スポンサーだったテディ・イップに売却し、チームは翌年からセオドール・レーシングとなった。

## 人物
スコットランド系アメリカ人で、2メートル近い身長の大男だった。30代の頃から、黒髪の2割ほどは白髪で、もみあげから続くヒゲはエイブラハム・リンカーンを思わせる立派なものだった。

### ドンニコ
1968年までの日本に住んでいた時期、自動車レース関係のビジネスの一環で、1964年に日本で創刊された『オートスポーツ』誌にたびたび寄稿し、欧米の情報については誰よりも早く、正確な情報を同誌に提供していた。日本においては、当時、直接関わった関係者から「ドンニコ」と呼ばれ、その後も日本における愛称として定着していた。
アメリカやヨーロッパから多くの車両や部品を輸入する、外国の選手たちとの仲立ちをするといった形で、日本における揺籃期のグランプリ開催を支えた。巨額の利益を稼いで日本を去った経緯から「黒幕」扱いされることも多いが、ニコルズと直接関わりのあった関係者たちからは日本におけるモータースポーツの「道を拓いてくれた恩人」と評価されていた。
ニコルズ自身は晩年のインタビューで、レースが未開だった当時の日本は「成功の機会がある土地」であり、チャンスを与えてもらったことに感謝していると述べている。

### 在日米軍における仕事
在日米軍における仕事について、後に、CIAスパイ説、米国自動車産業の対日工作員説など様々に言われていた。
ニコルズ本人は、晩年に至っても、この時期のことは自由に話せるわけではないとしつつ、仕事は楽しかったと述べている。防諜が仕事のひとつだったことは明かしており、ソビエト連邦などの東側諸国による日本における工作活動の監視と排除にあたっていたという。
そうした前歴を踏まえたものなのか、シャドウは「マントを着けたスパイ」をチームのロゴマークとして用いていた。

### その他
- 日本に赴任する前に、米軍の日本語学校で日本語を習い[10]、その後、10年に渡って日本で居住しており、退役した頃には日本語を流暢に話すようになっていた[31]。
- 在日米軍時代の部下たちは主に日本人や中国人たちで、柔道の習得者がいたことに影響され、余暇に講道館に通うようになり、最初は初心者だったが、任期中に三段にまで昇段したという[11]。
- 前述したように、日本でドライバーとしてレースに参戦したことがあるが、ニコルズは1960年代前半は日本自動車連盟（JAF）が発行した競技ライセンスを使用し[12]、「ロバート・クラーク」として参戦した第4回日本GPには、米国のASNであるアメリカ自動車競技委員会（英語版）（ACCUS）が発行した競技ライセンスを使用した[32]。「ロバート」は自身のミドルネームで、「クラーク」は母親の姓から取っている[32]。